# 耶穌被釘十字架
耶稣被钉十字架（英語：Crucifixion of Jesus），耶穌被捕後以十字架處死的事件，一般認為发生在公元1世纪的犹太行省，最可能在公元30到33年之间。虽然历史学家对這個事件的准确细节并没有达成共识，但這個事件在《聖經》中正統的《四福音》皆有描述，在《新約书信》中有提及，而且也被其他古代资料证实，除了基督徒的資料以外，并也被異教徒的史料证实，學者多數認為這是一個历史事件。
据正統的《四福音》记载，基督耶稣被拘捕、审判，被猶太行省的羅馬總督彼拉多判刑，受到鞭打，最终被罗马士兵钉十字架。耶稣被剥去衣服，士兵在钉十字架之前让他喝苦胆调和的酒。然后他被钉死在两个被判罪的强盗之间；据《马可福音》记载，耶稣在约六个小时后死了。在这段时间里，士兵用三种语言在十字架的顶部写上一个标志：“拿撒勒的耶稣，犹太人的王。”他们“拈阄分他的衣服，看是谁得甚麼”。耶稣死后，一位名叫朗基努斯的羅馬士兵以用聖矛刺穿他的肋旁，确定他死了。圣经描述了耶稣在十字架上所说的七句话，以及当时发生的一些超自然现象。
耶稣在十字架上的痛苦和救赎性的死被称为基督受难（the Passion），它是基督教神学关于救恩和赎罪教义的核心。

## 历史性
耶穌受洗和被钉十字架被认为是历史中的耶稣的两个确定历史事件。詹姆斯·邓恩（James Dunn）说，“耶稣生平中的这两个事实几乎得到普遍认同”，“它是如此真实以至于无法否定或怀疑它的历史性”，因此它们常常是研究历史中的耶稣的出发点。巴特·叶尔曼说，耶稣被彼拉多钉十字架是关于他生平的最确定元素。约翰·克洛森说，耶稣被钉十字架是确定的历史事实。Eddy和Boyd说，现在我们“可以非常肯定”在历史中非基督徒确认了耶稣被钉十字架的事件。克雷格·布隆伯格（Craig Blomberg）说，大多数学者在第三次探索历史中的耶稣时认为十字架事件是不可否认的。克里斯托弗·塔克特（Christopher M. Tuckett）指出，尽管很难确定耶稣死亡的确切原因，但关于他的一个不争事实是他被钉死在十字架上。
虽然学者们同意耶稣被钉十字架的历史性，但对它的原因和背景提出不同的理论。例如，艾德·帕里什·桑德斯和Paula Fredriksen都支持十字架的历史性，但认为耶稣没有预言他自己被钉十字架，他被钉十字架的预言是“教会创造”出来的（第126页）。Geza Vermes同样也认为被钉十字架是一个历史事件，但他提供了自己的解释和历史背景。
约翰·梅尔（John P. Meier）认为耶稣被钉十字架是历史事实，并指出，基于尴尬标准，基督徒不会「发明」自己「领袖的痛苦死亡」。Meier说，许多其他标准，例如多重见证的标准（即，多于一个来源的确认）和一致性标准（即，它与其他历史元素相符）有助于建立耶稣被钉十字架是一个历史事件。
虽然几乎所有与十字架相关的古代资料都是文献资料，但是1968年在耶路撒冷东北部的一次考古中发现了一具一世纪被钉十字架的尸体。这次发现很好地证实了在罗马时代存在着钉十字架刑罚，它与福音书描述的耶稣被钉十字架的细节大致相符。被钉十字架的人被确认为Yehohanan ben Hagkol，可能死于公元70年左右，大约在猶太人大起義的时期。哈达萨（Hadassah）医学院的分析估计，他死于20多岁。另一个相关的考古发现（这次发现的物件也可追溯到公元1世纪左右）是耶路撒冷墓地一个不知名者的带着钉子的脚跟骨，现在由以色列古物管理局保管，并在以色列博物馆展出。

## 新约的叙述

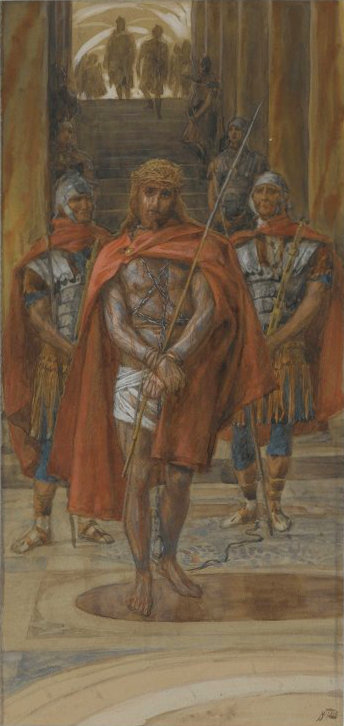
詹姆斯·蒂索《耶穌離開總督宮殿》，1886年至1894年間

关于耶稣之死的最早详细描述包含在《四福音》中。在《新约书信》中还有其他更含蓄的提及。在《对观福音》中，耶稣三次在不同的事件中预言自己的死亡。所有四个福音书都一致地详尽记载了耶稣的逮捕、审判、钉十字架、埋葬和复活。在每个福音中，耶稣生命的这五个事件比福音书其他任何部分的记载更为详尽。学者注意到，读者在福音书中几乎能看到每小时发生了什么。
福音书中结合起来的陈述记载了如下事情：耶稣在與十二门徒最後的晚餐后、在客西马尼园被捕、然后分別被犹太公会（犹太司法机构）、彼拉多（犹太行省的罗马總督）和希律·安提帕斯（當時猶太四王制中統治加利利和比利亞郡王）审判，之後加利利郡王希律把耶穌送回彼拉多官邸，最後交给當地羅馬駐軍（第十海峽軍團）钉十字架。耶稣被鞭打后，罗马士兵嘲笑他为“犹太人的王”，给他穿着一件紫袍（紫袍只有羅馬皇帝才能穿），又用荆棘编做的冠冕（代表羅馬皇帝的槲葉環皇冠）给他戴上、殴打他、吐唾沫在他脸上。然后，耶稣必须走到他被钉十字架的地方。
到了各各他，他们将沒药调和的酒给耶稣，马太福音和马可福音写到他拒绝了。然后他被钉在十字架上，挂在两个被判罪的盗贼之间。根据从原初希腊语的一些翻译，这些盗贼可能是强盗或叛軍。根据马可福音书，他死前在十字架上被折磨了六个小时，从午正开始（大约早上九点）开始一直到申初（下午三点），羅馬人用希臘語、拉丁語和希伯來語三种语言在十字架的顶部写上一个标志：“拿撒勒的耶稣，犹太人的王。”他们拈阄分他的衣服，看是谁得什么。罗马士兵没有打断耶稣的腿，但他们打断了其他两个被钉十字架的盗賊（打断腿会加快死亡），因为耶稣这时已经死了。每个福音各自记载了耶稣最后的话语，总共有七句。在对观福音书中，各种超自然事件伴随着十字架而发生，包括黑暗、地震，和（在马太福音中）圣徒的复活。在耶稣死后，他的尸体被亚利马太的约瑟夫从十字架上移走，在尼各底母的协助下被埋在一个岩石凿成的坟墓。
根据《四福音》，耶稣被带到“髑髅地”，与两个盗贼一同钉十字架，其罪名是声称自己是“犹太人的王”，在断气前，他的衣服被士兵瓜分。在他死后，亚利马太的约瑟从彼拉多那里要来了尸体，然后约瑟将它安葬在一个新的花园墓地。
三个对观福音还描述了背十字架的古利奈人西门、无数对耶稣以及盗贼/强盗/反叛者的嘲笑、从午正到申初的遍地黑暗、以及殿里的幔子从上到下裂为两半。对观福音还提到几个见证者，包括一个百夫长和几个从远处观看的妇女，其中两人参加了埋葬。
路加福音是唯一省略了人们“用海绒蘸满了醋，绑在苇子上送给耶稣喝”的细节，但是，只有马可福音和约翰福音描述约瑟确实将尸体从十字架上取下来。
有几处细节只在一个福音记载中找到。例如，只有马太福音提到地震、复活的圣徒去了城中，以及罗马士兵被指派去守卫坟墓，而马可福音是唯一说明了钉十字架的实际时间（第三个小时，或上午9时）和百夫长（一隊羅馬軍隊的指揮官）关于耶稣死亡的报告。路加福音对十字架叙事的独特贡献包括：耶稣对哀悼妇人的话、一个罪犯反驳另外一个罪犯的说话、捶着胸回去的聚众，以及妇女在安息日之前准备香料和油膏。约翰福音是唯一提到要求打断腿、士兵随后刺穿耶稣的肋旁（这是对旧约预言的实现），以及尼各底母帮助约瑟埋葬尸体。
根据哥林多前书（林前15：4），耶稣在第三天从死里复活（“在第三天”是以被钉十字架那天作为第一天计算），而且，根据正典福音书，耶稣在升天之前在不同场合向门徒显现。使徒行传的说法没有明确区分发生在复活节星期日的事件和升天的事件，它记载了耶稣与使徒们共处了四十天，这似乎与路加福音的记载不同。然而，大多数圣经学者都同意圣路加同时也写了“使徒行传”，并将其作为他所写的福音书的后续部分，这两部作品必须考虑为一个整体。
在马可福音中，耶稣与两个叛軍一起被钉十字架，白天昏暗了三个小时。耶稣呼求上帝，然后大声喊叫、死去。圣殿的幔子裂开成两半。马太福音遵循马可福音的说法，也加上了地震和圣徒复活的记载。路加福音也跟随马可福音，虽然它描述反叛者是普通罪犯，其中一个捍卫耶稣，耶稣于是承诺他将与自己一起在天堂。路加福音描述耶稣对钉十字架的反应是冷漠的。约翰福音包含了几个与马可福音相同的元素，尽管它们以不同的方式来处理。

## 其它记载与出处
早期非基督徒者提到耶稣被钉十字架的可能是马拉·巴·谢拉皮翁（Mara Bar-Serapion）给他儿子的信，这是在公元73到3世纪之间写的。这封信没有任何基督教主题，作者被推定为异教徒。这封信提到人们不公平对待三个智者（苏格拉底、毕达哥拉斯和犹太的“智慧之王”。有些学者认为里面提到对“犹太人的王”的处决指的是耶稣被钉十字架，而其他学者认为这封信没有什么价值，因为信中提及的内容非常含糊不清。

在《犹太古史》（约写于公元93年）中，犹太历史学家约瑟夫斯（在18篇第3章中）提到耶稣被彼拉多钉十字架，他写道：
大概现在这个时候，耶稣，一个智者……吸引了许多犹太人和外邦人……彼拉多在我们的领导者的建议下判他有罪，并钉十字架……
大多数现代学者同意，虽然这个约瑟夫斯的段落（称为Testimonium Flavianum，意为“约瑟夫斯的见证”）包含了一些后来的内插，但它最初是由一个真实的核心构成，即，彼拉多处决耶稣。詹姆斯·邓恩（James Dunn）指出，学者关于Testimonium Flavianum中描述耶稣被钉十字架的真实性存在“广泛共识”。在二世纪早期，另一处提到耶稣被钉十字架的是由塔西佗的作品，他通常被认为是最伟大的罗马历史学家之一。在《编年史》（约公元116年）中，塔西提斯描述了尼禄对基督徒的迫害，并且提到（《编年史》15.44）彼拉多命令处决了耶稣：
尼禄急于找出纵火者，极端地迫害民众称为基督徒的让人厌恶的团体。基督教的名字来源于Christus，在Tiberius统治时期，他在我们检察官之一彼拉多的手下遭受极端的惩罚。 
学者一般认为，塔西佗提到彼拉多处决耶稣是真实的。作为一个独立的罗马来源，它具有重要的历史价值。Eddy和Boyd说，现在人们可以“坚定地肯定”，塔西佗提供了一个关于耶稣被钉十字架的非基督教的证据。另一个可能提到耶稣被钉十字架（“吊死”，参考路加福音23:39;加拉太书3:13）是在巴比伦的塔木德：
在逾越节前夕，他们吊死了Yeshu，传令员提前四十天宣称：“[Yeshu]因为从事巫术，引诱和迷惑以色列人，他将要接受石刑，谁能够清洗他的罪请站出来，免除他的罪。”但没有人为他免罪，他们在逾越节的前夕将他吊死。
— Sanhedrin 43a, Babylonian Talmud (Soncino Edition) 
虽然，人们有时在Yeshu和耶稣是否是同一个人的问题上有争议，但许多历史学家都同意，上述的2世纪段落可能是关于耶稣的。彼得·沙菲尔（Peter Schäfer）表示，毫无疑问，在塔木德中处决Yeshu的叙述指的是拿撒勒的耶稣。Robert Van Voorst指出，可以肯定，在Sanhedrin 43a中指的是耶稣，这不仅可以从文献本身看出来，而且可以从它的背景看出来
回教徒认为，耶稣没有被钉死在十字架上，死的是替身。那些猶太人认为杀了耶稣，其實是错误地杀死了犹大、古利奈人西门、或另外一个代替耶稣的人。他们这个信念是基于对古兰经4：157-158的各种解释，古兰经写道：“但他们并没有杀他，也没有钉十字架，只是他们看起来是这样……真主已经将他复活”。
一些早期的基督教诺斯底派教徒认为耶稣基督没有肉身，認為基督不會被钉十字架。为了回应这种说法，安条克的依纳爵坚持认为耶稣是真正的一個人類，并且真正地被钉在十字架上而死，他认为那些相信耶稣受难的人才是真正的基督徒。

## 钉十字架

### 时间顺序
关于耶稣被钉十字架的确切日期没有共识，虽然圣经学者普遍同意，在彼拉多總督（在位时间公元26-36年）的统治期间，这发生在星期五或靠近逾越节（尼散月15日）。学者们估计钉十字架的时间在公元30-33年范围内，大多数现代学者赞成公元30年4月7日。另一个大多人赞成的日期是公元33年4月3日星期五。
由于在耶稣时代使的是观察日历，这包括确定新月和成熟大麦收获的日期，因此每年逾越节的确切日期或月份都是需要推测的。人们使用各种方法来估计被钉十字架的年份，这些方法包括经典的福音书，保罗的生命年表，以及各种天文模型。
现代学术共识是，新约的记载描述了一个发生在星期五的十字架事件，但发生在星期四或星期三也是可能的。一些学者解释了发生在星期四是可能的，这是基于“双重安息日”的解释，也就说，一个额外的逾越节安息日被安排在星期四黄昏到星期五下午，它在通常的每周安息日之前。有些学者认为，耶稣在星期三而不是星期五被钉十字架，因为马太福音提到他在周日复活前有“三天三夜”的时间。其他人则反驳说，这忽视了犹太人的习语，“一天一夜”可以指24小时内的任何时刻，马太福音的表达是惯用表达，而不是说耶稣在墓中过了72小时，因此别的地方说“三天”时不用加上“三夜”。
在马可福音15:25中，钉十字架发生在第三个小时（上午9时），耶稣在第九个小时（下午3时）死亡。然而，在约翰福音19:14中，耶稣在第六个小时仍在彼拉多面前。学者们提出了许多方法来处理这个问题，而另外的学者提出了一些和解方法，例如，认为约翰福音使用罗马计时的方法，而路加福音没有使用这种方法。但是其他人拒绝了这样的论据。几个出名的学者认为，现代标记时间的精确方法不应该用回到福音书中，因为那个时候没有标准化的计时器，没有准确记录小时、分钟的方法，并且时间经常以接近三小时的方法来描述。

### 苦路（背负十字架之路）

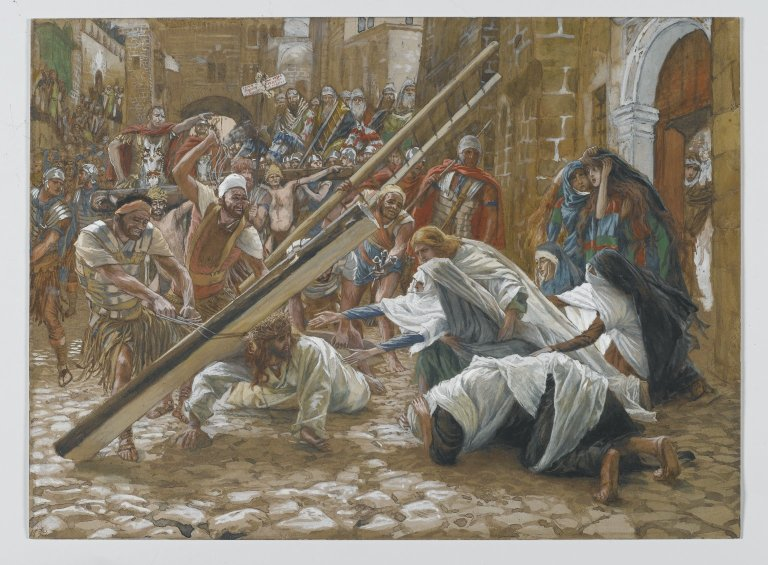
背负十字架的耶穌遇見他的母親

三本对观福音书提到古利奈人西门，他是来扛十字架的，约翰福音则记载耶稣自己“背着”十字架。（约翰福音 19:17）
路加福音还描述了耶稣与大群哀悼的追随者中的妇人对话，耶稣说：“耶路撒冷的女儿啊，不要为我哭，却要为你们自己和你们的儿女哭。日子将到，人必说：‘不生育的和没有怀过胎的，也没有哺养过婴儿的有福了。’那时人要对大山说：‘倒在我们身上！’对小山说：‘遮盖我们！’ 他们在青绿的树上，既然这样作；在枯乾的树上，又会怎样呢？”（路加福音 23：28-31）
在路加福音中，耶稣将这些妇女称为“耶路撒冷的女儿”，从而将她们与同一福音中描述为“从加利利跟随他的妇女”（这些妇女在他钉十字架时在场）区分开来。
传统上，耶稣所走的路称为苦路，拉丁语“Via Dolorosa”（意为“哀伤的道路”或“苦路”），它是耶路撒冷旧城的一条街道。它由十字架十四站的九个站点所标记。这条穿过Ecce Homo（"看，这个人"）教堂，而最后五个站是在圣墓教堂里面。
福音书中并没有提到传说中的圣维罗妮卡，但诸如Acta Sanctorum这样的文献来源将她描述为耶路撒冷的一个虔诚女人，她带着怜悯伴随着背负十字架的耶稣走到髑髅地，并将自己的面纱给他擦拭额头。

### 受难地点

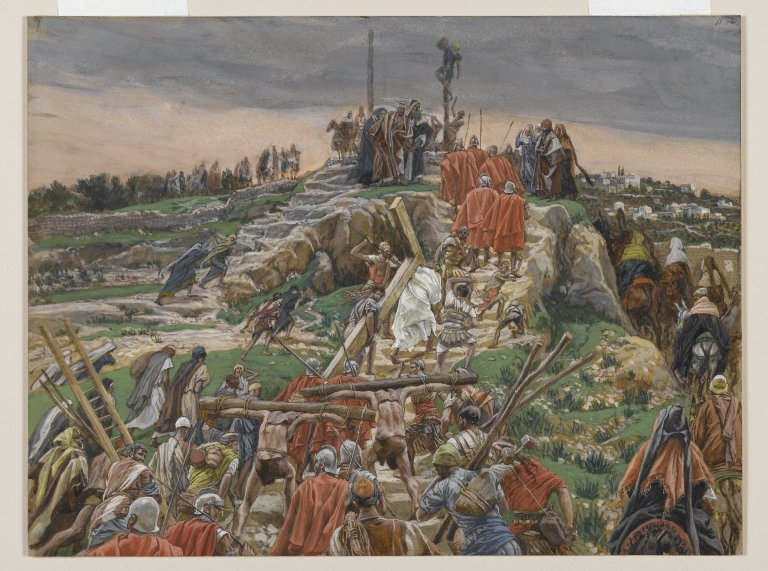
骷髅地

耶稣被钉十字架的确切位置仍然是一个猜测，但圣经的记载表明，它在耶路撒冷城墙外面（约翰福音 19:20；希伯来书13:12），路人可以看到（马太福音27:39；马可福音15：21,29-30），并且从远处也可以观察到。（马可福音15:40）该撒利亚的优西比乌确定它的位置只是在锡安山以北，这与现代最多人接受的两个地点一致。
英文的Calvary是从拉丁语的calvaria（骷髅）翻译过来的，武加大译本的“骷髅地”中使用了这个词语。四个福音书都解释了这个阿拉姆语词Gûlgaltâ是耶稣被钉十字架的地名。文本并没有表明它为什么这样确定，但人们提出了几种理论。一个是，作为公共行刑的地方，Calvary可能遍布着遗弃的受害者的头骨（这违反了犹太人安葬传统，但不是违反罗马的传统）。另一个理论认为，Calvary以附近的公墓得名（这与人们确定的两个现代遗址是一致的）。第三个理论是，该名称源自这个地方的实际轮廓，这解释了为什么人们使用这个词语的单数，即，“骷髅”形的地方。虽然人们经常被称为“骷髅山”，但它更可能是一个小丘陵或岩石小坡。
传统的耶稣受难地点位于耶路撒冷老城基督徒区的圣墓教堂内，它在4世纪以来已被证明为耶稣钉十字架的地点。第二个遗址（通常被称为戈登的骷髅地 ），位于老城北部，大马士革门外，一个被称为花园墓地的地方，它自19世纪以来一直得到人们的肯定。

### 在场的人

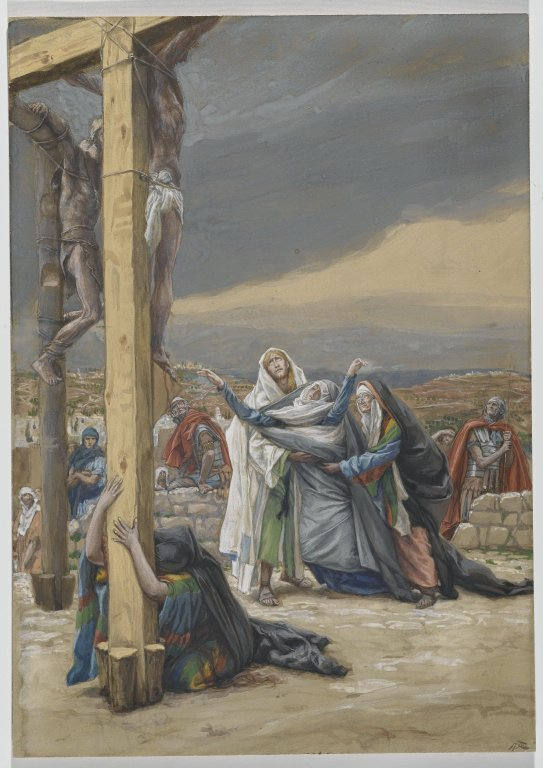
在场的妇女

《马太福音》描述了许多钉十字架时在场的妇女，其中聖母瑪利亞、抹大拉的瑪利亞、瑪利亞 (门徒雅各的母親)和馬利亞（革羅罷的妻子）在其它福音书中也提到。除了这些妇女之外，三个对观福音也谈到了其他在场的人：“祭司长和文士并长老”;两个强盗也被钉在十字架上，一个在耶稣右边，一个在左边，路加福音描述他们一个悔改的犯人，另一个是不悔改的犯人；在场的还有“士兵”，即羅馬軍隊，“百夫长（羅馬軍隊指揮官）和一同看守耶稣的人”；路人;“旁观者”，“聚集观看的众人”;和“一切与耶稣熟识的人”。
约翰福音也提到妇女的在场，但只提到士兵和“所爱的那门徒”。
福音书还告诉我们在耶稣死后到来的亚利马太的约瑟夫和尼各底母。

### 方法和方式

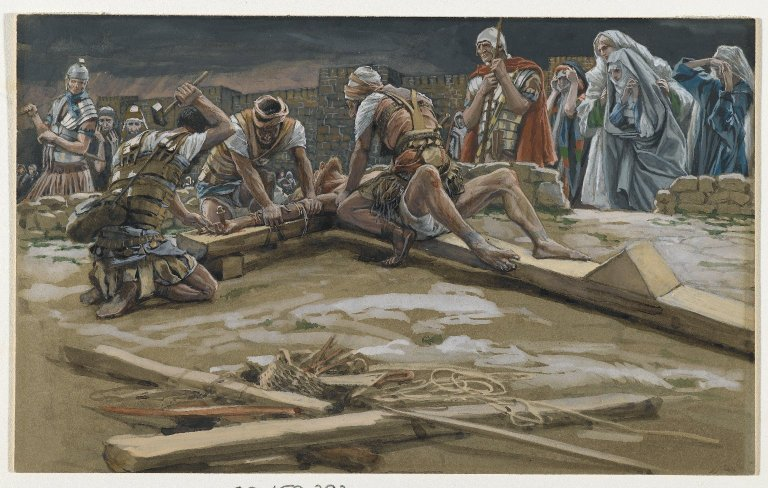
第一根釘子

虽然大多基督徒相信耶稣被处决的绞刑架是传统的由樑木组成的十字架，但耶和华见证会认为这只是一个直立的木桩。最早基督教作品中使用的希腊词语和拉丁词语是模糊的。新约使用的科伊内希腊语是stauros（σταυρός）和xylon（ξύλον）。后者意指木材（活的树、木料或由木建造成的物体）；在希腊语的早期形式中，前一个词意味着一个直立的桩或杆，但在科伊内希腊语中，它也用来指十字架。拉丁语crux同样也用来指代十字架以外的对象。
然而，早期的基督教作家谈到处死耶稣的特定绞刑架的形状时总描述它有一个橫樑。例如，马拉·巴·谢拉皮翁家书有可能写于公元1世纪，并早于135年，这时，也是关于耶稣之死的福音书写成的时候；这个家书将绞刑架比喻为字母T（希腊字母tau，数值为300），并认为是摩西在出埃及记17：11-12中所采取的位置。游斯丁（100-165）明确地说，基督的十字架是两根樑木的形状：“人们用来完全烤羔的方式象征着基督在十字架上所经受的痛苦。因为被烤羔羊以十字的方式被烤。一个烤叉直接从底部穿到头部，一个穿过后背，羔羊的腿被捆绑在这根叉上。”爱任纽死于2世纪末期，他说十字架有“五端，两个在长上，两个在宽，一个在中间，人被钉子固定在这个最后的点上。”
兩條樑木的十字架假设并不能决定在钉十字架时使用的钉子数量，一些理论认为使用了三个钉子，而另一些则认为使用了四个钉子。然而，在历史中，人们曾假设更多的钉子，有时高达14个。这些变化体现在对十字架的艺术描绘。文艺复兴之前，西方教会通常会描绘四个钉子，脚的部位并排有两个钉子。文艺复兴后，大多绘画描绘了三个钉子，一只脚放在另外一只上。钉子几乎总是在艺术作品中被描绘出来，虽然罗马帝國有时只是将受害者绑在十字架上。这个传统也用到了基督教的标志中，例如，耶稣会士在HIS的会标下用三根钉子和十字架表示十字架事件。
钉子究竟在手掌中还是者手腕中也是不确定的。一些理论家认为，手的希腊词cheir（χειρ）包括手腕，并且行刑的羅馬軍隊士兵通常训练将钉子穿过Destot的部位（在头状骨和月骨之间）而不破坏任何骨头。另一种理论认为，希腊语的手还包括前臂，因此钉子钉在靠近前臂的桡骨和尺骨那个地方。除了使用指甲外，绳索也用于紧固手。
另一个问题是使用足垫（hypopodium）作为站立平台去支撑脚，这是考虑到手可能不能支持身体的重量。17世纪，拉斯穆·巴多林考虑了这个问题的一些分析场景。20世纪，法医病理学家Frederick Zugibe使用绳索以各种角度和手的位置悬挂人类受试者，进行了一系列的十字架实验。他的实验结果是，十字架是一个有角度的悬挂，一個有兩條樑木的十字架，也许有某种形式的脚部支撑——这是考虑到在一种在直桩上的Aufbinden式的悬挂（这是第二次世界大战期间纳粹在达豪集中营使用的酷刑）——这时，死亡会相当迅速。

### 耶稣十字架上的话
关于耶稣在十字架上的说话，新约给了的三种不同叙述。在马可福音和马太福音中，耶稣只在十字架上说了一句话，而路加福音和约翰福音则各自描述了三句说话。

#### 《马可福音》/《马太福音》
Eli, Eli, lema sabachthani？（马太福音27:46；马可福音15:34；这是阿拉姆语，意为“我的神，我的神！为什么你离弃我?”）
这是马可福音和马太福音在描述耶稣钉十字架时的唯一说话，引用了诗篇第22篇。由于同一诗篇别的经文也被引用在十字架的叙述上，因此，这句话常常认为是一种文学和神学的创作。然而，Geza Vermes指出，这节经文是以阿拉姆语而不是希伯来语来引用的，它在阿拉姆语中通常会被诵读，因此他认为，这表明在耶稣时代，这句话已成为一句普遍使用的谚语。与其他福音书中的记载（他将这些记载描述为“神学上的正确和放心的保证”）相比，他认为这个短语是“意外的，令人不安，因此更可能是真实的”。他认为这个短语体现着“极为真实的哭泣的样貌”。雷蒙德·布朗（Raymond Brown）同样评论认为，“马可福音和马太福音的耶稣引用诗篇来表达被遗弃的感觉是非常真实的，人们很难找到什么反对意见”。

#### 《路加福音》
“父啊，赦免他们！因为他们所做的他们不晓得。”（路加福音：23:34；一些早期手稿并没有这句。）
 “我实在告诉你：今日你要同我在乐园里了！”（路加福音 23:43）
“父啊，我将我的灵魂交在你手里！”（路加福音23:46）
路加福音没有马太福音和马可福音中的耶稣的呼喊，可能是弱化耶稣的痛苦，用充满希望和信心的说话代替一个绝望的呼喊，它遵守了福音的信息，用耶稣自信的死证明了他是神公义的先知。

#### 《约翰福音》
“母亲 ，看，你的儿子！”（约翰福音 19：25-27）
“我渴了。”（约翰福音19:28）
“成了。”（约翰福音19:30） 
耶稣在十字架上的话，特别是他最后的话，是无数基督教教义和布道的主题，很多作者专门以基督最后说话写成书本。詹姆斯·邓恩（James Dunn）用这些说法之间的差异来怀疑其历史性。
耶稣在十字架上死亡之前，说出了一个胜利的词语：tetelestai（成了），希腊词是指某些事情完成了，成功了，或结束了。

### 异常事件的记载
对观福音记载了在十字架期间的各种神迹事件。马可福音提到耶稣被钉十字架期间在白天出现的黑暗，耶稣死了时，殿里的幔子从上到下裂为两半。路加福音跟随了马可福音的说法； 马太福音也跟随了马可福音的说法，而且加入了地震和圣徒的复活。约翰福音没有提到任何这些东西。

#### 黑暗
在对观福音的叙事中，当耶稣挂在十字架上时，犹地亚（或整个世界）的天空“从上午第6时到第9时”（古代时间，现代人时间是从中午到下午中部）“变暗了三个小时（古代时间）”。在约翰福音中没有提到黑暗，其中，十字架事件在中午之后才发生。
一些基督教作家认为异教徒的评论家可能提到这个事件，误以为是日食——尽管这不可能发生在逾越节，因为逾越节时是满月。基督徒旅行家和历史学家塞克斯塔斯·朱利叶斯·阿弗里卡纳斯和基督教神学家奥利振提到了希腊历史学家Phlegon，后者生活在公元2世纪左右，他写过“罗马帝国在皇帝提庇留统治时的日食。在他统治期间，耶稣似乎被钉死，然后发生了大地震。”
塞克斯塔斯·朱利叶斯·阿弗里卡纳斯进一步提到了历史学家Thallus的著作：“在他的历史著作的第三书中，Thallus称这个毫无理由的黑暗是日食，因为希伯来人根据月亮在第十四天庆祝逾越节，而我们救主的受难在逾越节前一天；但是，只有当月亮在太阳下时才发生日食。”基督徒护教者特土良认为事件记录在罗马的档案中。
牛津大学的Colin Humphreys和W. G. Waddington认为可能发生的是月食而不是日食。他们得出结论，这样的日食可从耶路撒冷看到，它持续30分钟左右，并认为福音提到日食是一个文士错误地修订文本的结果。历史学家Historian David Henige否定了这个解释，认为它是“站不住脚的”，天文学家布莱德利·谢弗（radley Schaefer）指出，月食在白天时是看不见的。
现代圣经研究将对观福音作者的记叙看成是一种文学创作：由马可福音的作者开始创作的，并在路加福音和马太福音书中加以修改，旨在强化他们所认为那些具有神学意义事件的重要性，因此我们不应该从字面上去理解这个事件。这种大地黑暗的意象能被古代读者所理解，因为这是描写国王和其他重要人物之死的典型元素，例如作家菲洛、卡西乌斯·狄奥、维吉尔、普鲁塔克和约瑟夫斯也采取这种手法。Géza Vermes认为这种黑暗的叙述是典型的“主到来之日的犹太末世景象”，并说，那些将其解释为日食的人是“误解了其本意”。

#### 圣殿的幔，地震和圣徒复活
对观福音书提到，殿里的幔子从上到下裂为两半。
《马太福音》增加了地震、岩石裂开和圣徒坟墓的打开——从犹太末世论文献的主要主题 ——并描述这些复活的圣徒进入圣城，向许多人显现。
在马可福音和马太福音的记载中，百夫长对这个事件发表评论：“这人真是神的儿子！”（马可福音 15:39），或：“这真是神的儿子了！”（马太福音 27:54）。在路加福音中，这变成了“这真是个义人！” （路加福音 23:47）

在耶稣时代，人们证实了在公元26-36年之间发生了6.3级的大范围地震。学者们总结说：
这场地震的可能之一是马太福音中的地震，这是被钉十字架之前或之后某个时间发生的地震，并被马太福音的作者“借用”了。另一个可能是在公元26至36年之间的地震，它的能量让恩戈地的沉积物变形，但没有足够的能量让现存的、在圣经之外的历史记录下来。如果最后一种可能性是真的，这意味着《马太福音》的地震报告是一个预言。

## 医学方面
医生和圣经学者提出一些解释耶稣在十字架死亡情形的理论。 2006年，Matthew W Maslen和Piers D Mitchell审阅了超过40篇关于该主题的出版物，其中包括从心脏破裂到肺栓塞的各种理论。
约翰福音（约翰福音19:34）记载，当羅馬兵用矛刺耶稣肋旁时有血液和水从流出来。1847年，医生威廉·斯特劳德（William Stroud）根据这个记载提出基督的死是心脏破裂造成的，这个理论影响了许多人。
心血管崩溃理论是一个普遍的现代解释，它同时表明耶稣死于重度休克。根据这个理论，蹂躏、殴打和固定在十字架上让耶稣脱水、虚弱和病危，这将导致心血管崩溃。
医生威廉·爱德华兹和他的同事在《美国医学协会杂志上》发文章，支持心血管崩溃（由于低血容量休克）和疲惫窒息的理论，他认为约翰福音中描述耶稣流出的水是（约翰福音19：34）是心包液。
在《耶稣被钉十字架》一书中，医生和法医病理学家弗雷德里克·祖吉伯（Frederick Zugibe）详细地研究了耶稣死亡的可能情况。当他是医学检查员时，Zugibe在几年内进行了很多实验，以测试他的理论。这些实验包括：具有特定重量的志愿者以特定角度悬挂，并且在脚被固定或未固定的情况下测量每只手的拉力。在这些情况下，拉力和相应的疼痛是显着的。
法国医生、巴黎圣约瑟夫医院的首席外科医生Pierre Barbet假设耶稣在面对疲惫的窒息时，必须放松肌肉，以获得足够的空气去说他最后的话。Barbet的一些理论，例如钉子的位置，被Zugibe反驳。
矫形外科医生基思·麦克斯韦（Keith Maxwell）不仅分析了十字架的医学方面，而且还回顾了耶稣如何能够背着十字架通过苦街。
在《天主教医学协会》的一篇文章中，Phillip Bishop和生理学家Brian Church提出了一种基于悬挂创伤的新理论。
2003年，历史学家FP Retief和L Cilliers审视了罗马人所执行的十字架酷刑的历史和病理学，并指出死亡的原因通常是多种因素的组合。他们还说，行刑的罗马士兵被禁止离开现场，直到罪犯死后才能离开。

## 神学意义
基督徒相信耶稣的死是为了人类能恢复与上帝的关系。基督徒相信，通过对耶稣的替代性的死亡和胜利的复活，人们与上帝团聚，在生命中得到新的喜悦和力量，在身体死后得到天上的永生。因此，耶稣被钉十字架与复活恢复人类与上帝充满生命力的同在，并体验到爱、恩典以及永生的自信。

### 十字架事件的基督论
从经典福音书到保罗的书信，耶稣的被钉十字架和随后的复活为基督论的分析提供了丰富的背景。基督徒相信耶稣的受难在希伯来圣经中有预言，例如在诗篇第22篇以及以赛亚的受苦的仆人之歌。
约翰神学的“代理基督论”（agency christology）的观点认为，耶稣被钉十字架是为了作为神的代理人或神的仆人而作出牺牲，一切是为了最终的胜利。这个观点建立在约翰福音的救赎主题上，在约翰福音1:34中开始，约翰施洗宣告：“看哪，这是神的羔羊！。”在启示录21:14中，这个概念得到进一步强化，“被杀了的羔羊仍旧站立着”，它是唯一一个有能力处理写着被拯救者名字的卷轴（即，生命册）。
使徒行传中出现的一个基督论的核心要素是：人们相信耶稣被钉十字架是“上帝预先知道的，是根据一个确定的计划”发生的。这个观点认为，如同使徒行传2:23所认为的一样，十字架不被视为丑闻，因为耶稣在“无法无天的人”的手中被钉十字架被视为上帝计划的实现。
保罗的基督论特别关注耶稣的死亡和复活。对保罗来说，耶稣钉十字架与他的复活直接相关，加拉太书6:12中使用“基督的十字架”一词可看作是对福音信息的简写。对于保罗来说，耶稣被钉十字架不是历史上一个孤立事件，而是一个具有重大末世论后果的宇宙事件，如哥林多后书2：8所言。在保罗看来，耶稣一直到死也在顺服上帝的安排（腓立比书2：8），根据神的计划“在正确的时间”死了（罗马书）。对于保罗来说，“十字架的能力”与耶稣的复活是不可分离的。
然而，对耶稣死亡的救赎性质的信念早于保罗书信，并可追随到基督教和耶路撒冷教会的最早日子。尼西亚信经所说的“为我们被钉在十字架上，受难而被埋葬”反映了这个核心信念在第四世纪已经形成。
让·加尔文支持“上帝的代理”的基督论，并认为，在彼拉多法院的审判中，耶稣本可以成功地为他的无辜辩护，但他服从了十字架，顺从父神。这个基督论的主题一直延续到20世纪，体现在东方和西方教会中。在东正教会，谢尔盖·布尔加科夫认为，耶稣被钉十字架是由父在世界创造之前“永久”地预先安排好了的，为了将人类从亚当堕落造成的耻辱中解放出来。在西方教会中，卡尔·拉纳（Karl Rahner）详细阐述了上帝的羔羊的血在十字架上流（和水从耶稣肋旁流下构成类比）的类比，认为这具有洁净的性质，类似于洗礼的水。

### 赎罪
耶稣的死和复活支撑着各种关于耶稣如何给予人类救恩的神学解释。在对耶稣的死和他的话语上的不同强调构成了这些理论之间的差异。根据替代赎罪观点，耶稣的死是至关重要的，耶稣自愿牺牲自己，将其作为完全顺服上帝的行为，这是一种让神喜悦的爱的牺牲。相反，赎罪的道德影响理论更侧重于耶稣教导的道德内容，并把耶稣的死看作是殉道。自中世纪以来，这两种观点在西方基督教中存在着冲突。福音派新教徒通常赞成替代观点，特别是赞成刑法替代的理论。自由主义则通常拒绝替代赎罪的观点，并坚持赎罪的道德影响理论。两种观点在罗马天主教中都很受欢迎，它同时将赎罪的满足教条纳入悔改的观念中。
在罗马天主教传统中，这种赎罪的观点是由罗马天主教徒履行偿还耶稣基督的法则而得到平衡的，在教宗庇护十一世中的通谕Miserentissimus Redemptor中，它被定义为对耶稣受难的“某种偿还”。若望·保禄二世提到这个偿还耶稣基督的法则“是不断努力地站在无尽的十字架上，在这些十字架上，神的儿子一直被钉十字架”。
在东正教中，另一个常见的观点是“基督得胜论”（Christus Victor）。 这意味着耶稣是由神差遣来打败死亡和撒旦的。因为他是完美的，并且自愿死亡和复活，所以耶稣打败了撒旦和死亡，并胜利地复活。因此，人类不再受罪的约束，而是通过对耶稣的信白白地与上帝和好。

## 伊斯兰教
大多伊斯兰教传统（除了几个外）都断然否认耶稣身体上的死亡，不论是钉十字架而死还是别的方式。这种争论存在于伊斯兰传统中。最早的穆罕默德言行录记载了穆罕默德的同伴说耶稣死了，而大多数随后的穆罕默德言行录和注释（Tafsir）通过解释和护教的阐释操作而否定耶稣之死的结论，这成为流行（正统）的观点。
教授和学者Mahmoud M. Ayoub绕开了阐释性的结论，总结了古兰经： 
正如我们已经论证到的一样，古兰经并不否认基督的死亡，相反它挑战人类，这些人类愚蠢地欺骗自己，让自己相信能战胜神圣的道，即上帝使者耶稣基督。耶稣的死亡在很多上下文中得到确定。 （3:55; 5：117; 19:33。）

而所涉及到的古兰经经文有多种解释。这段古兰经写道： 
“又因為他們說：「我們確已殺死麥爾彥之子麥西哈‧爾撒，真主的使者。」他們沒有殺死他，也沒有把他釘死在十字架上，但他們不明白這件事的真相。為爾撒而爭論的人，對於他的被殺害，確是在迷惑之中。他們對於這件事，毫無認識，不過根據猜想罷了。他們沒能確實地殺死他。不然，真主已把他擢升到自己那裡。真主是萬能的，是至睿的。”
——古兰经第四章(妇女)157至158节 surah 4（An-Nisaالنساء）ayah 157-158 
与基督教教义相反，一些伊斯兰传统教义认为耶稣上了天堂，而没有钉十字架，但是上帝改变了另外一个人的容貌，让他看起来完全像耶稣，然后代替耶稣钉十字架。这个想法是误读了爱任纽在反驳2世纪亚历山大诺斯替信徒巴西利德时的说法，因为诺斯替被认为是否认耶稣死亡的异端。于是，伊斯兰传统与基督教的证词一道认为耶稣的身体上升到天堂，在那里长留，一直到第二次再临和世界末日。

## 十字架在艺术、象征和灵修中
自耶稣被钉十字架以来，由此十字架成为基督教的关键象征，钉十字架的场景一直是基督教艺术的关键要素，产生了具体的艺术主题，如“瞧！那个人”（Ecce Homo）、上十字架、下十字架和埋葬基督。
十九世纪末，詹姆斯·迪索的《钉十字架：从十字架上看到的》的呈现了一种新的方法，它从耶稣的视觉来描绘了十字架的场景。
十字架的象征是今天最被广泛认可的基督教符号之一，它从最早基督教时代开始使用的。死于165年的游斯丁描述它时暗示了它是一个象征，虽然十字架的象征出现在其后。诸如卡拉瓦乔、鲁本斯和提香等大师都在的作品中描绘了十字架的场景。
很多基督徒的灵修都是基于十字架以及耶稣受难。“苦路”根据耶稣被钉十字架所涉及到的阶段而设定了不同的站点，而“圣伤念珠”则用来冥想耶稣在十字架上的创伤。
圣母玛利亚在十字架下（约翰福音19：26-27）本身就是玛利亚艺术的主题，也是众所周知的天主教象征的主题，如神迹勋章和若望·保禄二世的徽章中有一个玛利亚十字架。一些马利亚的灵修作品描述了圣母玛利亚在各各他，例如，若望·保禄二世指出“玛利亚在十字架事件中与耶稣合为一体”。著名的基督教艺术作品，如拉斐尔（例如，Mond Crucifixion）和卡拉瓦乔（例如，耶稣下葬）的作品，也描绘十字架场景中的圣母玛利亚。

## 天空黑暗的巧合
漢光武帝建武七年（公元31年）三月癸亥晦，日有食之，避正殿，寑兵，不聽事五日。詔曰：「吾德薄致災，謫見日月，戰慄恐懼，夫何言哉！今方念愆，庶消厥咎。其令有司各修職任，奉遵法度，惠茲元元。百僚各上封事，無有所諱。其上書者，不得言聖。」夏四月壬午，詔曰：「比陰陽錯謬，日月薄食。百姓有過，在予一人，大赦天下。公、卿、司隸、州牧舉賢良、方正各一人，遣詣公車，朕將覽試焉。」
這與對觀福音對耶穌被釘十字架之後天空變暗/日蝕有巧合之處，這裡的癸亥日是指建武七年（公元31年）三月的最後一天。當時東漢的首都在洛陽，時差和耶路撒冷為5個小時。假如這一天文現象出現在耶路撒冷是從中午到下午3點（古代時間6時到第9時，現代人時間是從中午到下午中部），那麼在洛陽，就會是在下午的5點到8點見到這一天文現象。